# Изменение m в n в праславянском языке
Измене́ние m в n в праславя́нском языке́ — фонетическое изменение, произошедшее в раннем праславянском языке.

## Описание явления
В большинстве индоевропейских языков, кроме индоиранских и италийских, m в конце слова перешло в n.
Некоторые исследователи полагают, что в праславянском это фонетическое изменение произошло не только в конце слова, но и в конце слога.
Хотя в процессе дальнейшего развития праславянского языка конечный m исчез (отпал после i и u и образовал носовые с другими гласными), доказательством перехода m в n являются предлоги-приставки *sъn «с», родственная лат. cum и санскр. sam и *kъn «к», родственная санскр. kam (в настоящее время это n сохраняется в сочетаниях типа к нему, с ним).
Данное изменение происходило в таких грамматических формах, как 1-е лицо ед.ч. аориста глагола и вин. п. ед.ч. склоняемых частей речи.

## Хронология
С. Б. Бернштейн полагал, что переход m в n относится к периоду балто-славянской общности. Это подтверждается данными прусского языка (окончание -an в аккузативе основ на -a < *-o мужского и среднего рода и в номинативе среднего рода).